# Lagopus muta
La pernice bianca (Lagopus muta Montin, 1758) è un uccello della famiglia dei Phasianidae.

## Sistematica
La pernice bianca ha 30 sottospecie.

## Aspetti morfologici
È un uccello alpino delle dimensioni di un piccione. Ha le ali interamente bianche; in estate il resto del corpo è grigio o brunastro, mentre in inverno la livrea è totalmente candida con l'eccezione delle penne esterne della coda nera. Il maschio primaverile eurasiatico ha parti superiori grigiastre con ali bianche e parti inferiori bianche. In volo ricorda un piccione, con rapidi battiti d'ala alternati a brevi planate; al suolo il profilo è reso relativamente slanciato dal lungo collo e dalla coda, tenuta spesso sollevata; le zampe sono assai corte. Da novembre a marzo il piumaggio è interamente candido e solo in volo sono visibili le penne nere della coda.
A partire da aprile viene assunto l'abito nuziale: il maschio presenta il petto nerastro e le parti superiori sono grigio-brune, la femmina è bruno-giallastra barrata di nero, mentre entrambi i sessi mantengono le ali e il ventre bianchi. L'abito estivo, grigio-brunastro, viene progressivamente mutato nella livrea invernale a partire da settembre.
Visti a breve distanza i maschi mostrano una stria nera fra occhio e becco e caruncole rosse sopra gli occhi (molto ridotte nelle femmine). l piedi sono interamente piumati e in inverno formano una sorta di racchetta che consente all'animale di spostarsi agevolmente anche sulla neve fresca. Gli uccelli nordamericani sono più vari e generalmente più marrone ma in alcune popolazioni delle Aleutine quasi completamente neri. In inverno il piumaggio di entrambi i sessi diventa completamente bianco tranne la coda, che resta nera. Possono essere distinti dalla pernice bianca nordica invernale per il loro habitat, la dimensione più ridotta, ciuffo più delicato e, nel maschio invernale, nero tra l'occhio e il becco.

## Distribuzione e habitat
È una specie stanziale che popola la zona artica e subartica dell'Eurasia e del Nord America (inclusa la Groenlandia e le zone di montagna della tundra). Ci sono inoltre popolazioni isolate in Scozia, nei Pirenei, nelle Alpi, in Bulgaria, negli Urali, nel Pamir, nell'Altai e in Giappone.

## Biologia
Le sue abitudini non sono ben conosciute.

### Voce
Il richiamo e il canto, un rauco "kroo rr kkkk", sono inconfondibili; la pernice bianca può essere udita in canto soprattutto nei mesi di aprile, maggio e giugno durante le prime ore di luce.

### Alimentazione
Sono uccelli ostinatamente vegetariani, ma i piccoli in crescita assumono anche insetti. Gli adulti si nutrono pressoché interamente di vegetali e comprendono foglie, fiori, frutti, germogli di piante erbacee e di arbusti prostrati.
In inverno vengono selezionati i vegetali più ricchi di zuccheri e proteine, raccolti nelle zone ove il manto nevoso è meno persistente e mangiano anche "pulci della neve" che misurano 2,5 mm e sono ricche di proteine.

### Riproduzione

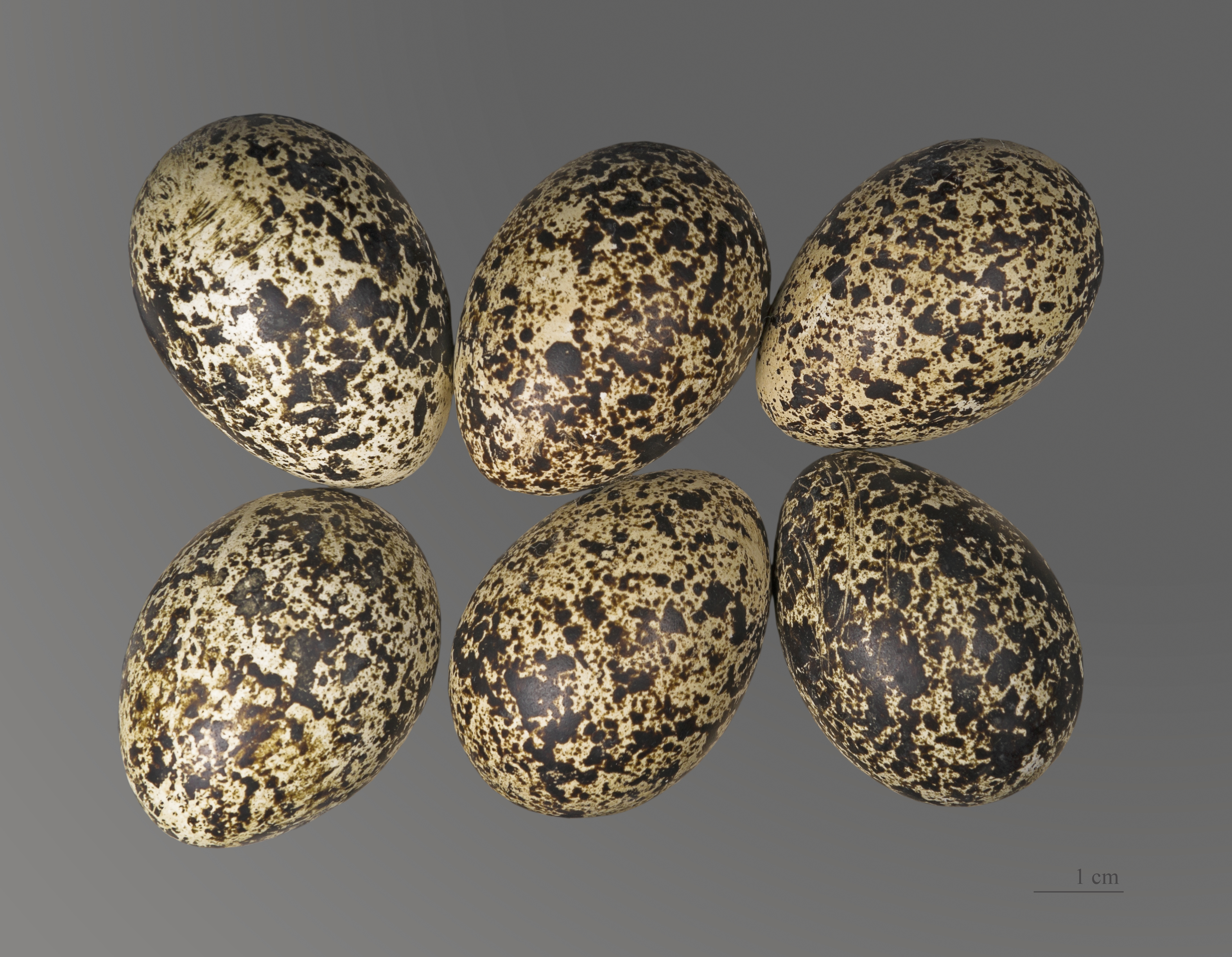
Uova di lagopus muta

La pernice bianca è un uccello tendenzialmente gregario e in estate e autunno può formare stormi di alcune decine di individui.
In primavera i maschi divengono territoriali e difendono superfici di ampiezza pari a poche decine di ettari (sulle Alpi densità dell'ordine di 4-5 maschi per chilometro quadrato sono considerate buone); con comportamenti dimostrativi, quali il canto ripetutamente emesso da speroni rocciosi e i voli circolari con punti di decollo e atterraggio ravvicinati, attirano le femmine con le quali formano stabili coppie per un periodo di due o tre mesi. La femmina si assume tutte le responsabilità per l'annidamento e la cura dei pulcini, tipico degli uccelli da gioco.
Nel nido, costruito al suolo spesso al riparo di un masso o di un arbusto nano, vengono deposte 6-8 uova ocracee chiazzate di bruno, covate dalla femmina per 21-23 giorni. Il maschio funge da sentinella localizzando i potenziali predatori e abbandona di solito la compagna poco dopo la schiusa.
I pulcini, subito in grado di seguire la chioccia, si sviluppano molto rapidamente e raggiungono l'80-90% del peso corporeo definitivo nel giro di tre mesi.

## Curiosità
Il nome del genere della pernice, Lagopus, deriva dal greco lagos, che significa "lepre", e pus, che significa "piede". Si riferisce alle gambe piumate dell'uccello. La specie di nome mutus deriva dal latino e significa "muto", con riferimento al canto del maschio, simile a un gracidio.

I lunghi intestini ciechi ospitano una ricca flora batterica che ottimizza l'assimilazione delle componenti meno digeribili;
ciononostante, il bilancio energetico complessivo può essere mantenuto soltanto riducendo al minimo i consumi dovuti all'attività muscolare e alla dispersione di calore: tale scopo viene raggiunto concentrando in limitate fasce orarie i periodi di attività e riducendo al minimo indispensabile gli spostamenti.

## Ecologia
La si osserva esclusivamente al di sopra del limite superiore delle foreste in aree ove si alternano praterie alpine, pietraie, barre rocciose e vallette nivali. In estate predilige i versanti più freschi e quote di norma non inferiori a 2400–2500 m; in inverno sfrutta i versanti esposti nei quadranti meridionali e le creste ventate, ove il manto nevoso è meno duraturo ed è quindi possibile reperire i vegetali di cui si nutre.

## Galleria d'immagini

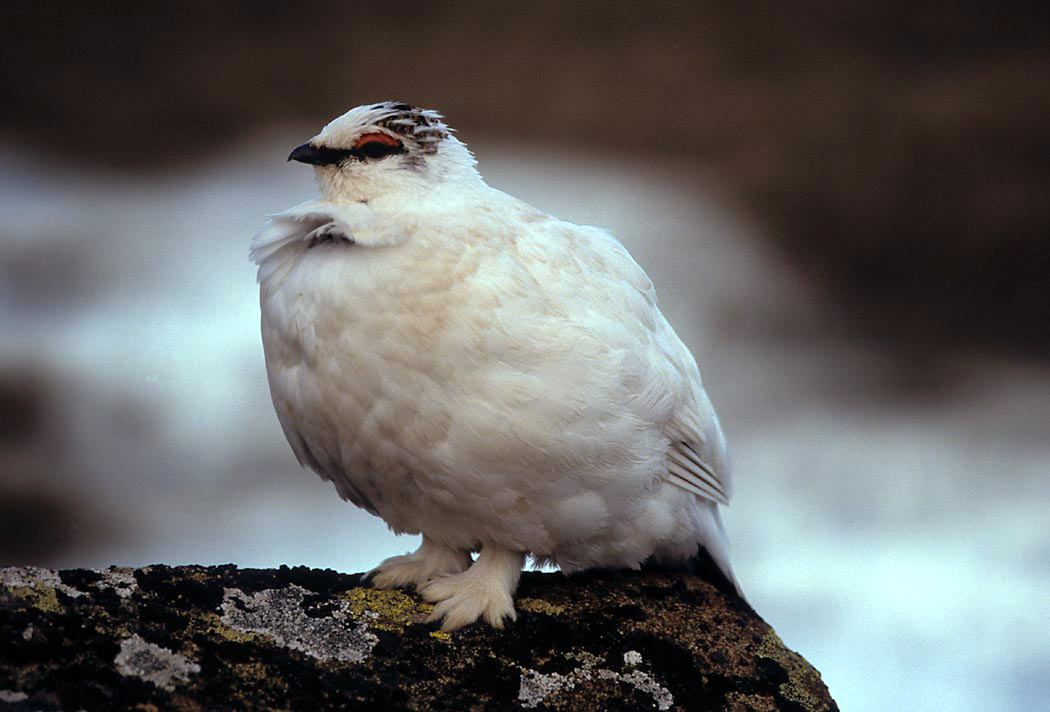
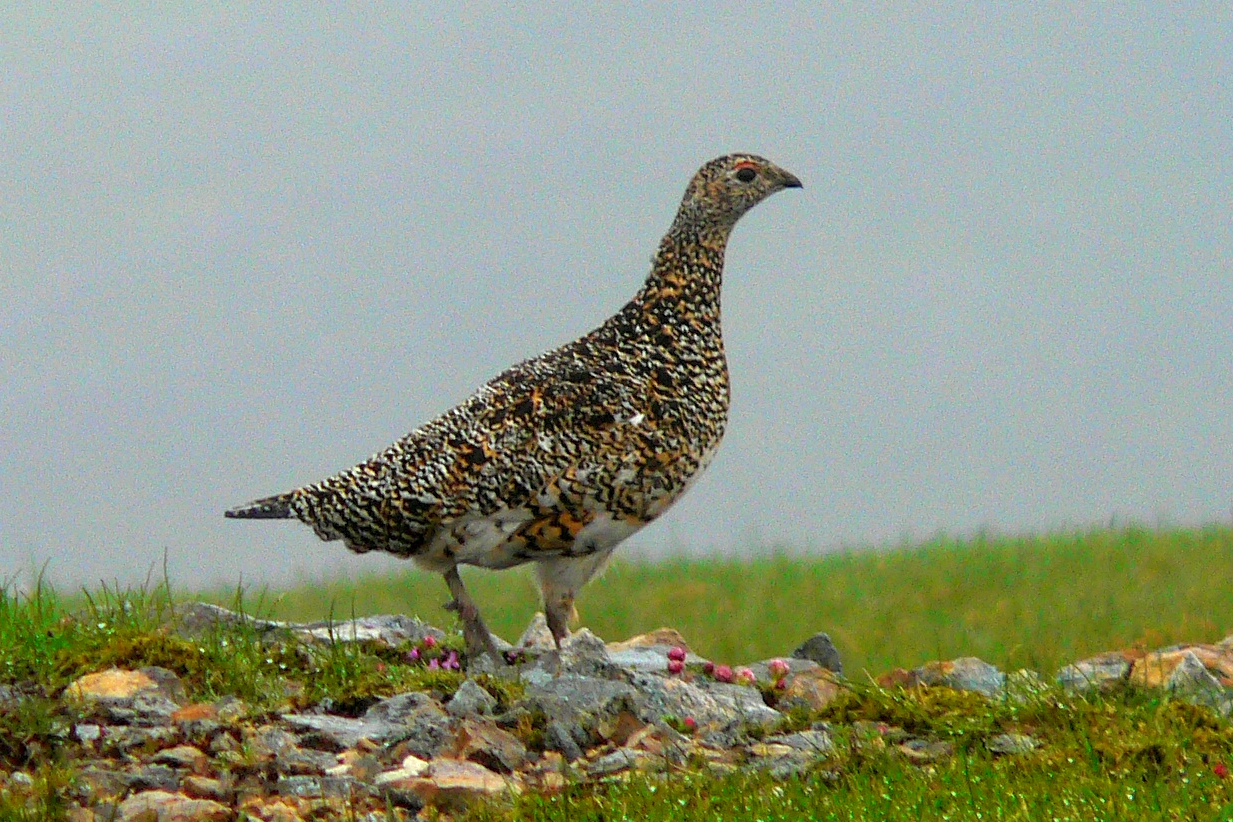
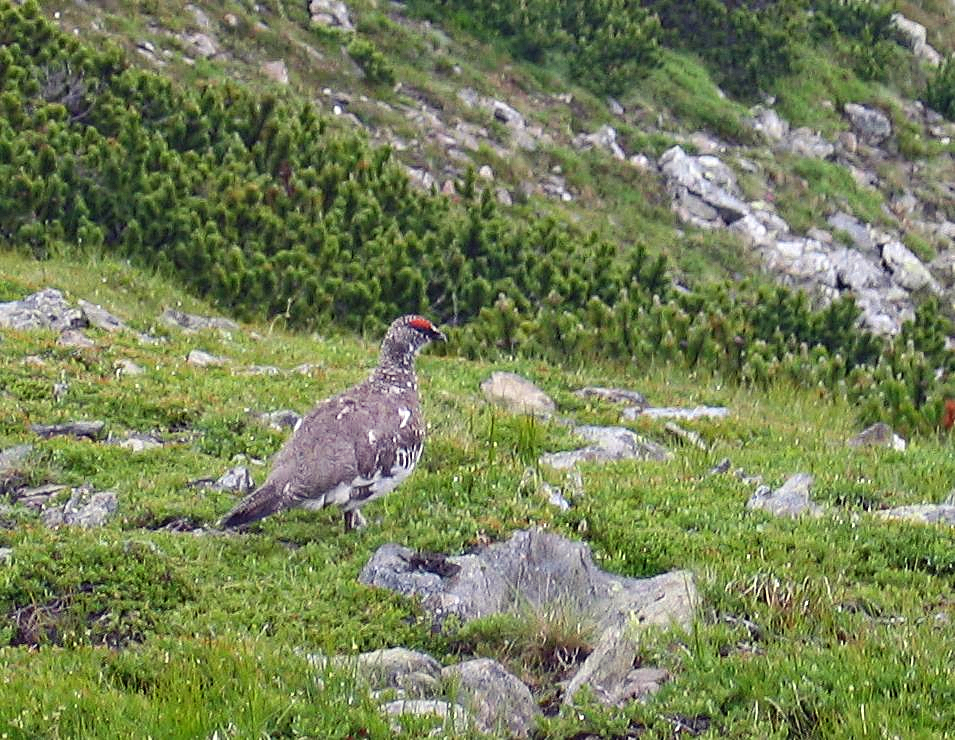
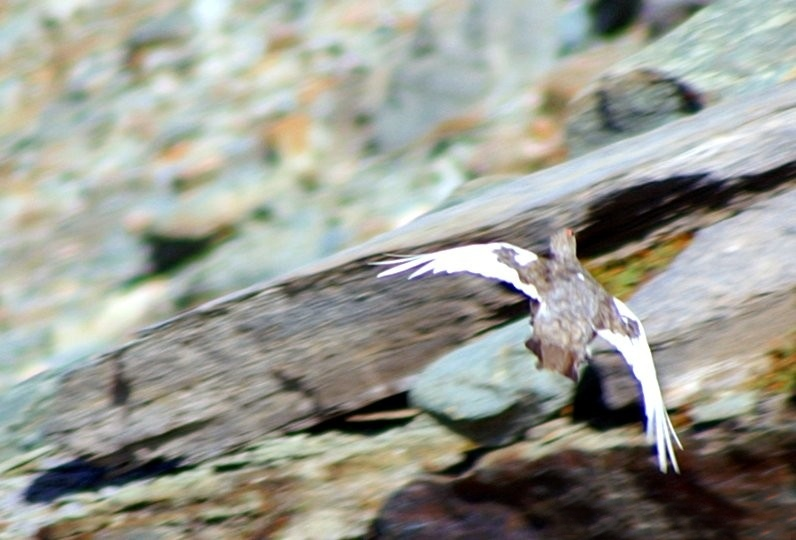